# Bellevalia paradoxa
Bellevalia paradoxa är en sparrisväxtart som först beskrevs av Fisch. och Carl Anton von Meyer, och fick sitt nu gällande namn av Pierre Edmond Boissier. Bellevalia paradoxa ingår i släktet Bellevalia och familjen sparrisväxter. Inga underarter finns listade i Catalogue of Life.